# Impatiens angulata
Impatiens angulata là một loài thực vật có hoa trong họ Bóng nước. Loài này được S.X. Yu, Y.L. Chen & H.N. Qin mô tả khoa học đầu tiên năm 2007.